# 詹姆斯·布拉德雷
詹姆斯·布拉德雷（1693年3月—1762年7月13日），英格兰天文学家。1725-1728年间，布拉德雷试图观测视差，却发现了光行差，并对其进行了深入研究，为地球运动提供了有力的证据。1728年后，他又经过近二十年的观测，发现了地轴的章动。布拉德雷从1742年起至去世一直担任皇家天文学家，1748年获得科普利奖章。

## 早年
1693年3月，詹姆斯·布拉德雷生于英格兰格洛斯特郡切尔滕纳姆附近的舍尔邦（Sherbone）。1711年3月，从韦斯特伍德语法学校毕业的他进入牛津大学贝利奥尔学院就读。1714年和1717年分别获得文科学士和硕士学位。他很早就在舅舅詹姆斯·庞德的指导下，在位于埃塞克斯万斯提德的教区长住宅进行天文观测。1718年11月6日，布拉德雷在埃德蒙·哈雷的推荐下，被选为皇家学会会员。
1719年布拉德雷成为Bridstow的副牧师。经朋友塞缪尔·莫里纽克斯（Samuel Molyneux）介绍，他在威尔士也有一份挂职收入。1721年他辞去教职，就任牛津大学萨维尔天文学教授，一直担任这一职务到去世。1729年到1760年，他还担任实验物理的reader，在阿什莫林博物馆讲授过79次课程。

## 光行差与章动
1722年，布拉德雷使用焦距达212英尺的航空望远镜测量了水星的直径。不久之后，他开始和塞缪尔·莫里纽克斯一起试图观测天龙座γ星（Gamma Draconis）的视差。理论上说，视差的存在会导致天龙座γ星呈现一种每年反复的环状运动，计算表明，视差的存在会导致该星应该在十二月位于最南的位置，六月位于最北的位置。而布拉德雷和莫里纽克斯发现该星呈现出另一种完全不同且难以解释的环状运动，在三月位于最南，九月位于最北。
1728年莫里纽克斯去世后不久，布拉德雷认识到这种环状运动是由光行差造成的。传说他是在泰晤士河上乘船时获得启发的。他注意到虽然风向没有发生变化，船上的一面旗子却改变了朝向，这是因为船的行进方向和速度发生了变化。布拉德雷从中推测出他们观测到的环状运动可能是因为地球的轨道运动所致。计算后，布拉德雷发现光行差的常数是在20角秒和20.5角秒之间，计算值能很好地符合观测结果，而即使有视察存在，视差也远远小于光行差的影响。
1729年1月，布拉德雷在皇家学会公布了这一发现。这一发现让布拉德雷确认了奥勒·罗默的光速有限的观点，并改进了罗默的光速估算值。光行差是地球运动的一个有力证据，是对阿里斯塔克斯和开普勒的理论的修正，而视差的影响如此之小也让天文学家们推测天龙座γ星之类的恒星距离地球比人类想象的要远得多。发现光行差之后的很长时间，布拉德雷都一直进行着对地轴章动的观测，观测时间超过了一个月球交点退行的周期（16.8年）。直到1748年2月14日，他才发表了这方面的观测报告，认为地轴章动具有和月球交点回归同样的周期。同年，他因对光行差和章动的研究获得了科普利奖章。

## 皇家天文学家与影响
1742年，布拉德雷被任命为皇家天文学家，接替去世的埃德蒙·哈雷。他的名望让他能够成功引入价格高达一千英镑的仪器，并让约翰·波德制造了八英尺四分仪。他在格林尼治天文台建立了有关天文学革命重要资料的收藏。1762年，布拉德雷因多病退休，到格洛斯特郡查尔福德的考斯沃德村居住，7月13日逝世，葬于附近的教堂。由于涉及到著作权的问题，他的观测记录直到1798和1805年才分两册出版。法国天文学家让·德朗布尔在他六卷本的《天文学史》，高度赞扬了布拉德雷的两大发现。弗里德里希·威廉·贝塞尔使用布拉德雷的观测结果，制成了前所未有的准确星表。